# Silas Marner
Silas Marner: el pastor  de Rave (Silas Marner: The Weaver of Raveloe) es el título de la tercera novela de George Eliot (pseudónimo de Mary Ann Evans).  
Fue publicada por primera vez en 1861, y es considerada por la crítica como una de las mejores obras de la escritora.

## Argumento
Silas Marner es un tejedor muy bueno que vive en el pueblo de Raveloe, al que ha llegado tras abandonar una pequeña congregación cristiana en la que fue acusado injustamente de un robo cometido por el que había sido siempre su mejor amigo, quien además de traicionarlo, le roba también a la mujer con la que iba a casarse pero con la que no se casó porque no tenía dinero.
En Raveloe, Silas se encuentra con unos aldeanos poco abiertos a los extraños, los cuales pertenecen a una comunidad abierta y muy diferente a la del anterior pueblo de Silas; y de los cuales decide voluntariamente aislarse, trabajando de sol a sol en su casa y encontrando únicamente placer en contemplar el dinero que su trabajo le permite acumular. De ese modo, el tejedor pasa varios años convertido en un auténtico desconocido por sus convecinos, por los que tampoco él demuestra mayor interés, acentuando su taciturno carácter y sufriendo de vez en cuando breves ataques de catalepsia, que lo han acompañado intermitentemente desde su juventud.
Un día, sin embargo, la apacible existencia de Silas llega a su fin: el joven Dustan Cass, el disoluto hijo del más importante hombre de Raveloe, decide robar en la cabaña del tejedor, aprovechando que esta se encuentra momentáneamente vacía, y se lleva todo el dinero que el viejo había acumulado a lo largo de los años. Cuando descubre lo sucedido, Silas, conmocionado, busca el auxilio de los aldeanos, quienes, a pesar de la compasión que su hasta entonces casi ignorado convecino despierta en ellos, se ven incapaces de ayudarlo.
No obstante, un nuevo giro del destino cambiará la vida de Silas. Poco después de lo sucedido, y mientras el desolado tejedor sufría uno más de sus ataques epilépticos, una pequeña niña entra en su cabaña y se refugia al amparo del fuego. Cuando vuelve en sí, Silas descubre a la pequeña y se da cuenta también de que una mujer, sin duda la madre de esta, yace moribunda cerca de su casa. El hombre pide de nuevo el auxilio de sus vecinos, pero estos llegan demasiado tarde: la mujer ha muerto. Silas decide quedarse con la niña, a la que criará y que de ese modo se convertirá en la compensación que Dios o el destino han puesto en sus manos tras perder todo cuanto tenía.
Lo que Silas ignora es que esa niña es la hija de Godfrey Cass, el hermano mayor del joven que le ha robado, y heredero de la mayor fortuna de Raveloe. Godfrey, quien por miedo a perder su herencia jamás se había atrevido a reconocer a su esposa (una mujer víctima del opio con la que se casó en un pecado de juventud y a la que siempre odió), decide ocultar su paternidad y contrae matrimonio con Nancy, una dulce joven de la que siempre ha estado enamorado y con quien, a causa de su desafortunado matrimonio, no creía que pudiera casarse jamás.
De ese modo pasan quince años, los más felices en la vida de Silas y del propio Godfrey. La hija del primero, Eppie, se ha convertido en una chica querida por todo el mundo y que idolatra a su padre adoptivo, quien a su vez jamás ha dejado de mostrarle el mayor de los afectos. De nuevo el destino va a hacer su aparición, cuando se descubran los restos del hermano de Godfrey Cass, quien murió poco después de haber robado el oro de Silas. Junto al cadáver se halla aún el dinero, que de ese modo Silas, al cabo de tanto tiempo, consigue recobrar.
Godfrey, quien durante todos estos años ha intentado en vano tener un hijo con su esposa Nancy, decide confesarle a esta que ya estuvo casado y que la joven Eppie fue el fruto de su unión. Ambos deciden proponer a Eppie que se vaya a vivir con ellos y que ocupe así el lugar que le corresponde en sociedad. La muchacha, sin embargo, les confiesa que no siente el más mínimo deseo de abandonar la vida que le ha tocado en suerte ni a su amado padre adoptivo, ni de renunciar tampoco a la boda con Aaron, un joven del que ha sido amiga desde la infancia.
La novela termina con el matrimonio de Eppie y Aaron, quienes vivirán junto al padre de ella en la casa con la que Godfrey los ha obsequiado.

## Ilustraciones
Estas son solo algunas ilustraciones del libro Silas Marner, y no todas pertenecen a la misma edición.

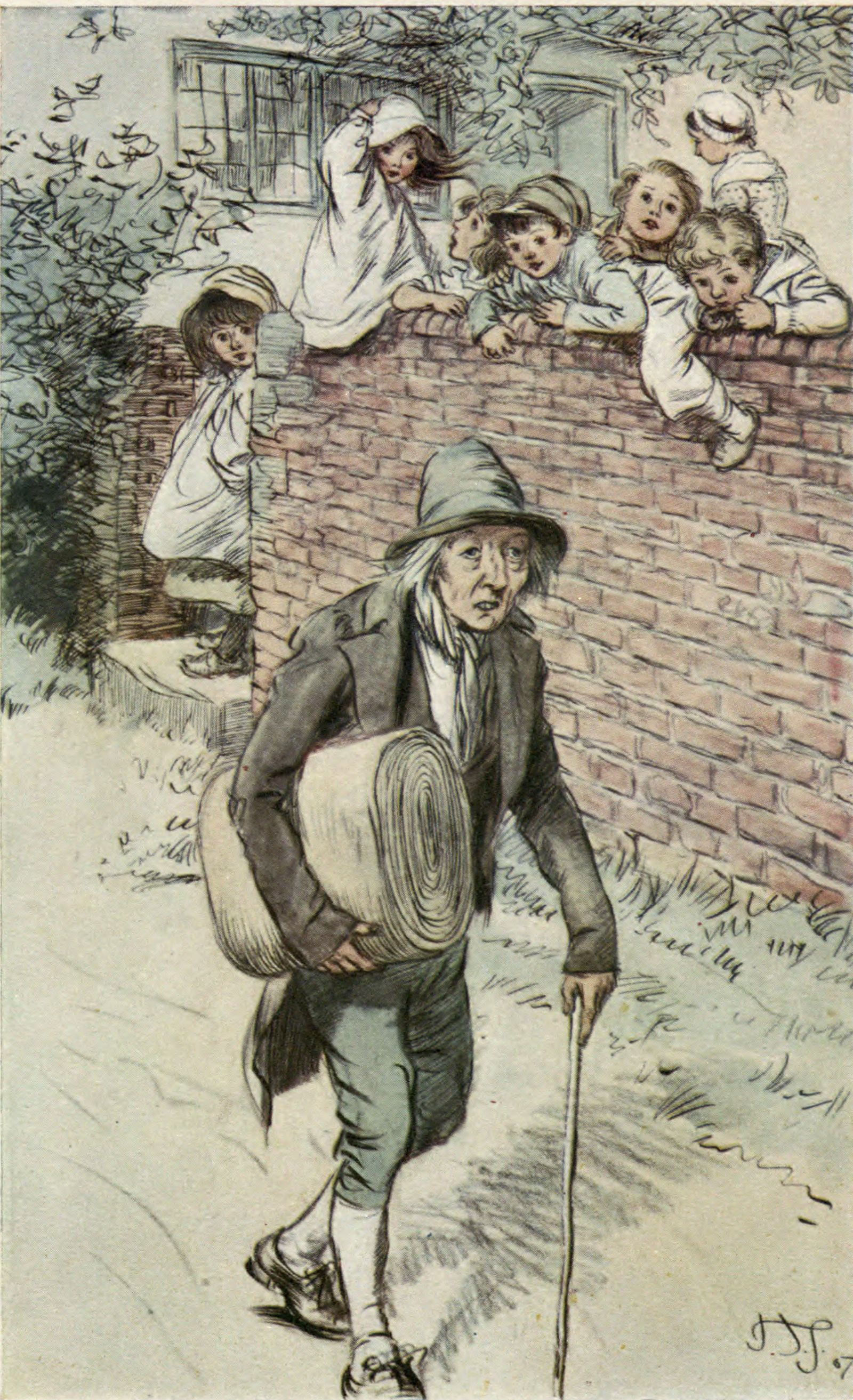
Silas Marner camina por Raveloe.
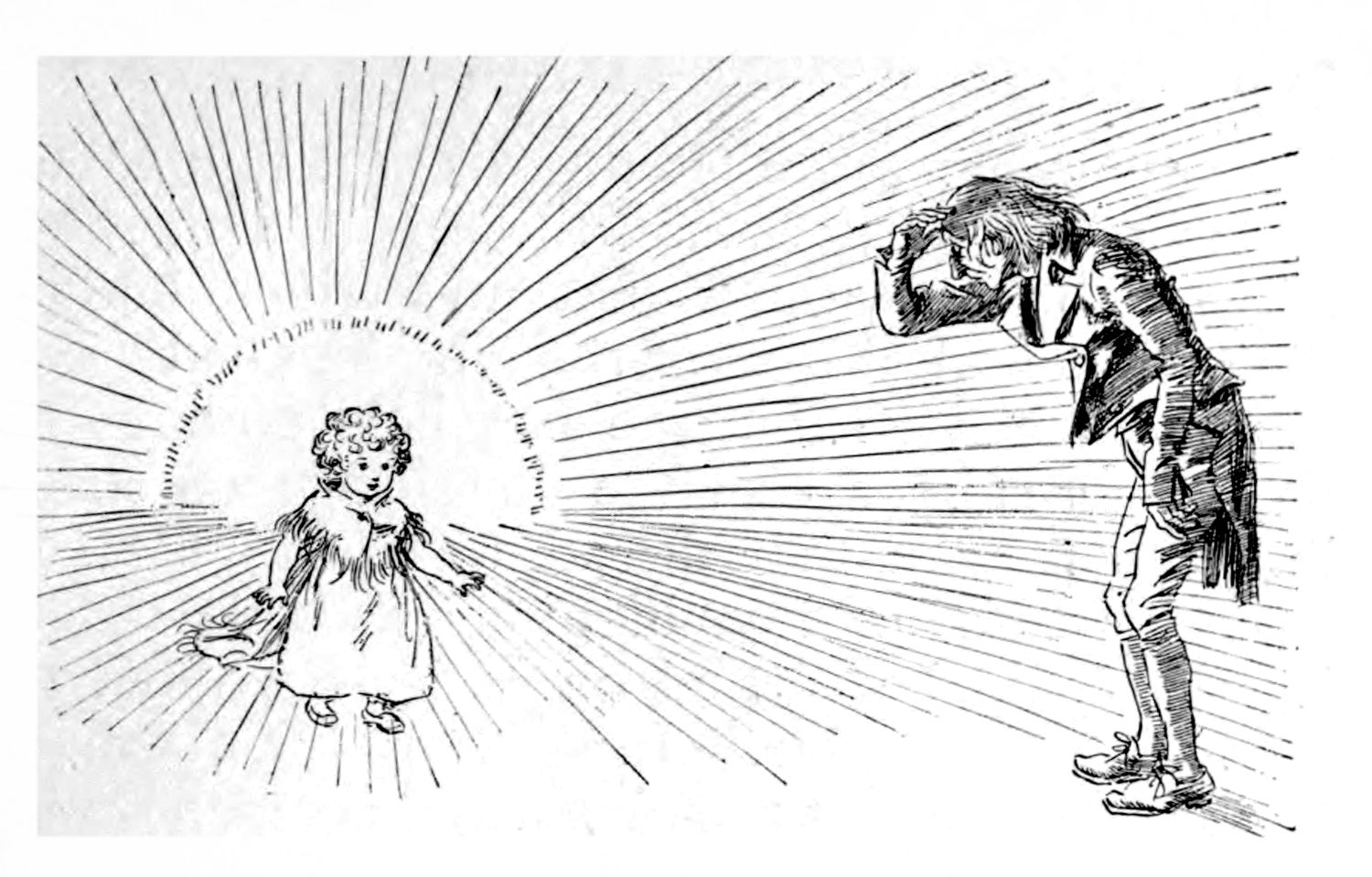
Silas y Eppie.
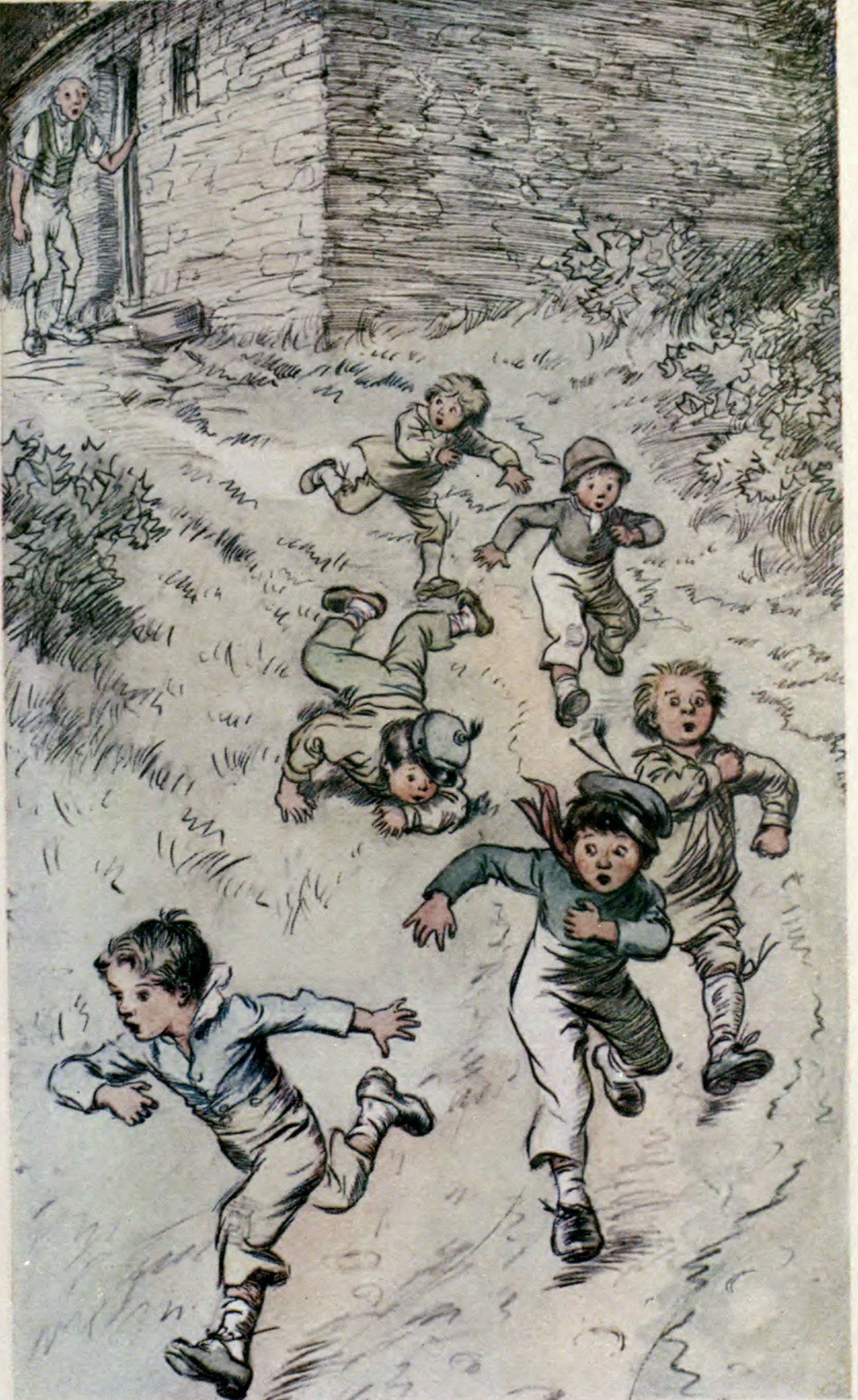
Los niños que espiaban a Silas escapan al descubrir que él los ha notado.
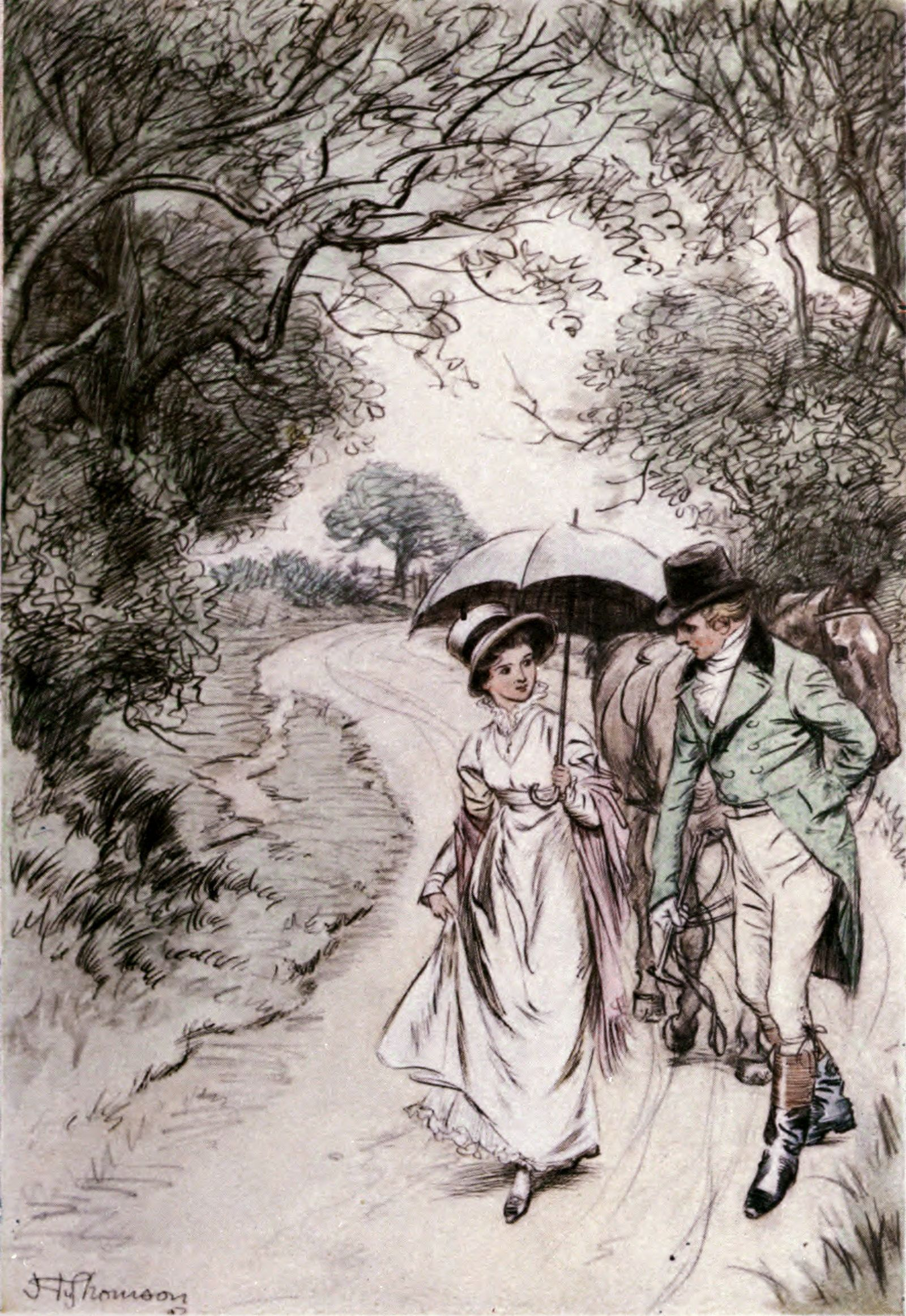
Godfrey Cass y Nancy Lammeter.
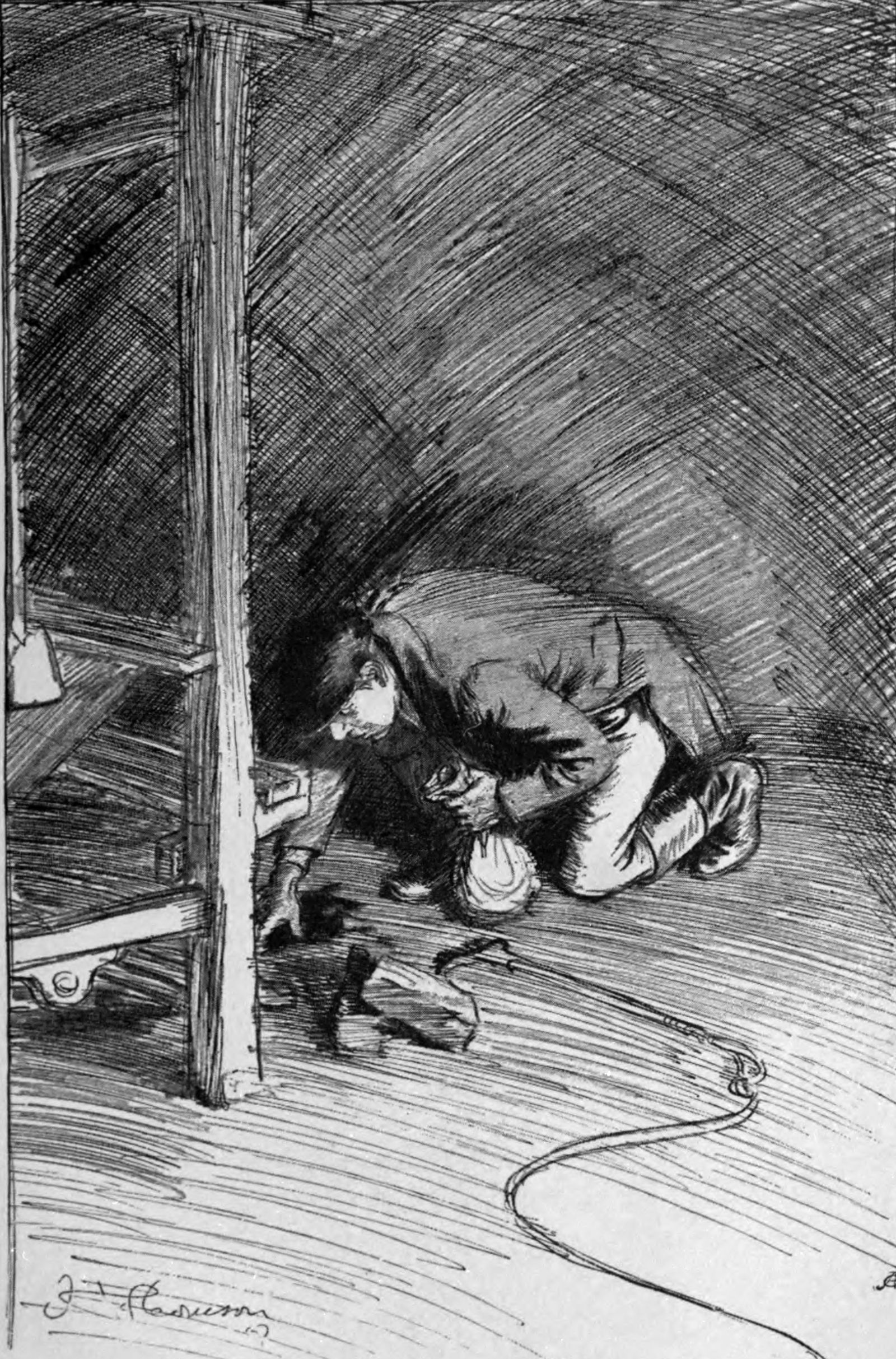
Silas Marner se preocupa al no encontrar su oro después de que esta hubiese sido robado por Dunstan Cass.
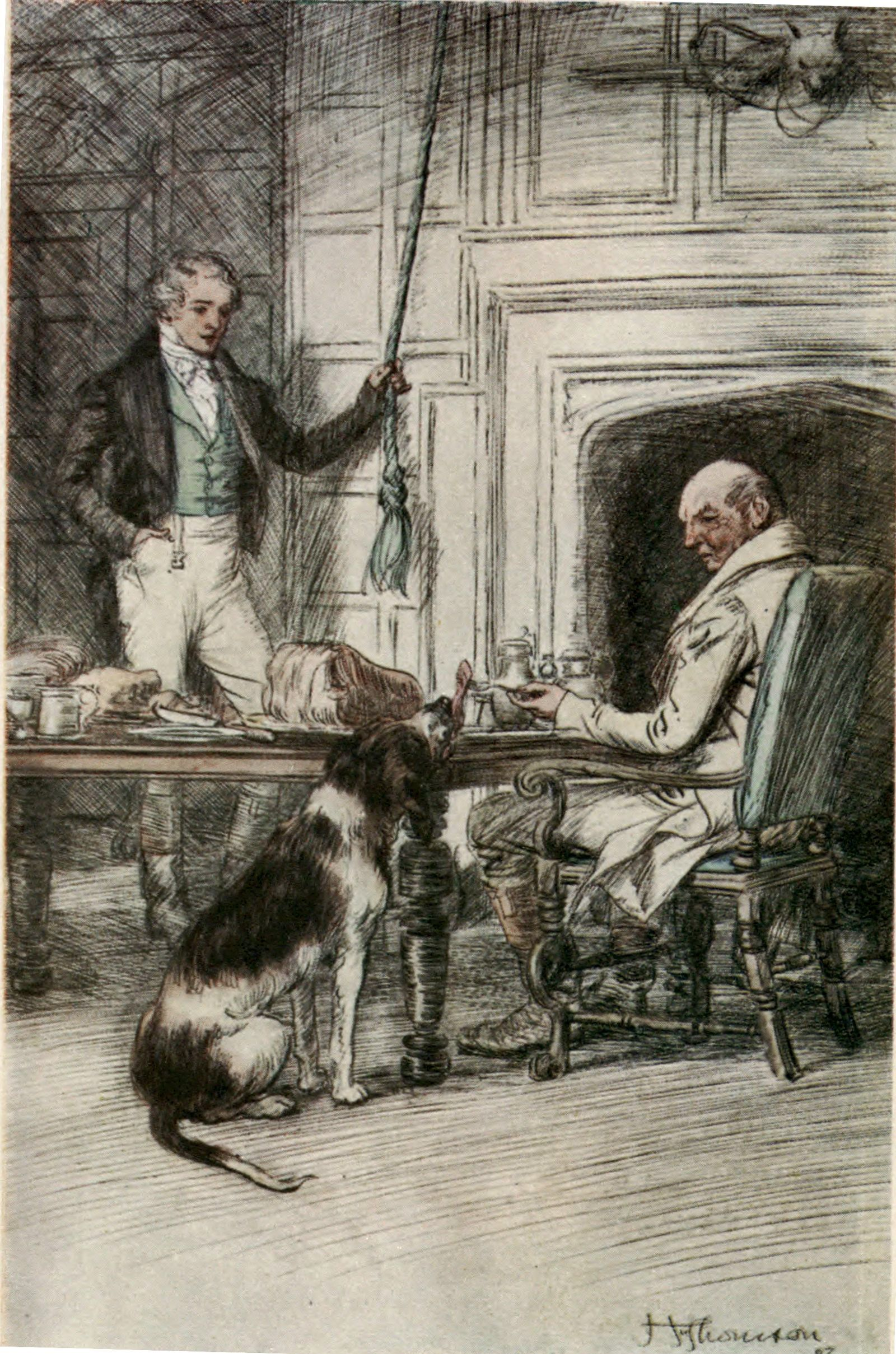
Godfrey Cass (izquierda) habla con su padre (derecha) durante el desayuno.